# Erasístrato

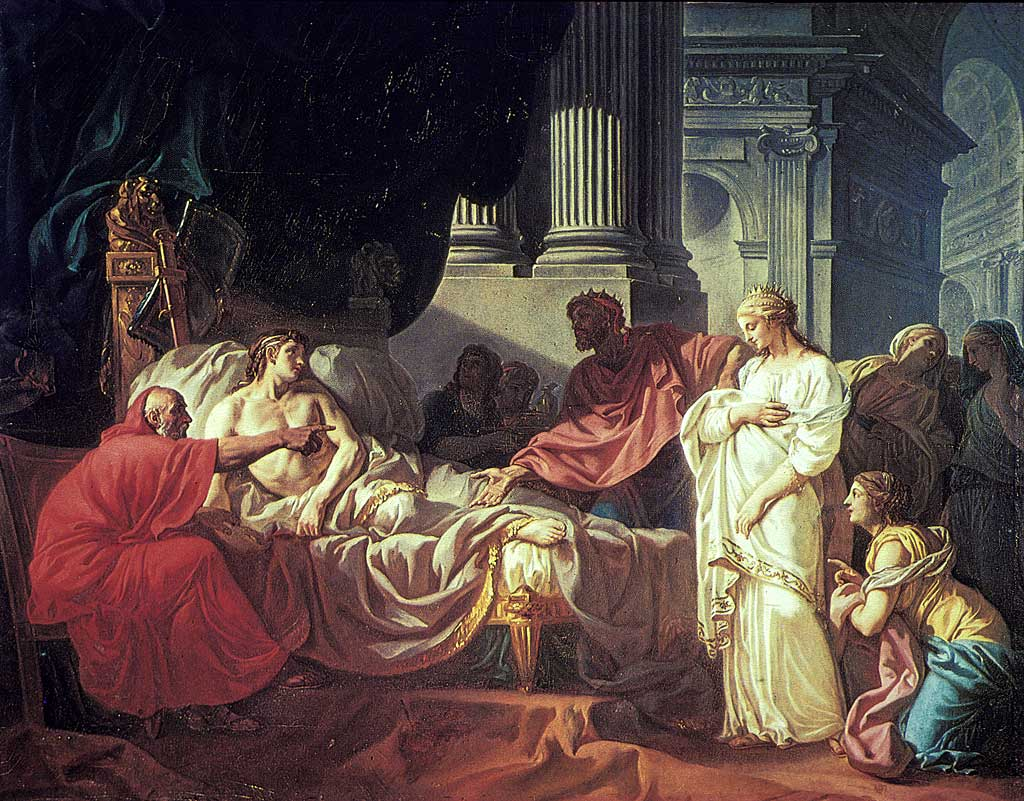
"Antíoco I e Estratonice", quadro de Jacques-Louis David (1774). Pode-se observar Erasístrato (de vermelho, sentado ao lado da cama onde jaz Antíoco) a denunciar a causa das palpitações do doente

Erasístrato de Chio (310 a.C. — 250 a.C.) foi um anatomista e médico grego, designado pai da fisiologia.
Em conjunto com o filósofo grego Herófilo fundou a escola de anatomia de Alexandria. Era permitido aos dois dissecar humanos (não se sabe se realizaram em cadáveres ou indivíduos vivos) e conseqüentemente descobriram alguns mistérios do corpo humano e seu funcionamento. Antes da pesquisa em anatomia de Alexandria, todo o conhecimento vinha de dissecações de animais.
Erasístrato considerava os átomos como sendo elementos essenciais do corpo e que eram vitalizador por ar externo (pneuma) que circulava através dos nervos. Ele também acreditava que os nervos moviam um "espírito nervoso" ou "fluido nervoso) com origem no cérebro. Ele realizou uma das primeiras descrições de partes profundas do cérebro, do cerebelo e dos ventrículos cerebrais. Alguns pesquisadores acreditam que Erasístrato também descobriu os vasos linfáticos do mesentério.
A medicina cardiovascular também foi muito expandida pela pesquisa de Erasístrato. Ele descreveu as válvulas do coração, a tricúspide e o sigmoide. Também concluiu que o coração não era o centro das sensações, mas que funcionava como uma bomba. Foi um dos primeiros a distinguir veias e artérias e acreditava que as artérias eram repletas de ar e transportavam o "fluido animal" do coração. Esta sugestão contrariava a crença da época nos humores corporais de Hipócrates. 
Alguns estudiosos consideram Erasístrato como o primeiro arritmologista cardíaco, ao estudar o ritmo do coração. Foi nomeado médico real após curar Antíoco I, filho de Seleuco I Nicátor. Ao medir as palpitações cardíacas de Antíoco, Erasístrato observou as reações do adoentado face às suas visitas. Ele notou que quando a jovem e bela madrasta de Antíoco, Estratonice, o visitava, ele apresentava palpitações. Erasístrato concluiu que era o amor de Antíoco por ela que o afligia, e assim foi permitido que se casassem.